# صفير الرغبة
صفير الرغبة (بالإنجليزية: Sirens) مسلسل كوميدي درامي أمريكي قصير من إنتاج مولي سميث ميتزلر، مقتبس من مسرحيتها «إليمينو بيا» الصادرة عام 2011. تتوالى أحداث القصة خلال عطلة نهاية أسبوع حافلة بالإثارة في منتجع شاطئي فاخر. يُوصف المسلسل بأنه «استكشاف ثاقب ومثير وكوميدي، للنساء والسلطة والطبقة الاجتماعية». عُرض لأول مرة في 22 أيار/مايو 2025، وحظي بمراجعات إيجابية بشكل عام من النقاد.

## القصة
تشعر ديفن بالقلق بشأن العلاقة المخيفة بين أختها سيمون ورئيسها الجديد، المليارديرة ميكايلا، وتقرر التدخل لانقاذ أختها.

## الممثلون
- ميغان فاهي في دور ديفن ديويت، الأخت الكبرى لسيمون.
- ميلي آلكوك في دور سيمون ديويت، شقيقة ديفن الصغرى ومساعدة ميكايلا الشخصية.
- غلين هويرتون في دور إيثان كوربين الثالث، جار عائلة كيلز.
- بيل كامب في دور بروس ديويت، والد ديفن وسيمون الذي تم تشخيصه بالخرف المبكر.
- فيليكس سوليس في دور خوسيه، مدير كليف هاوس الذي يشارك في مجموعة للدردشة الجماعية مع العاملين باستثناء سيمون.
- كيفين بيكن في دور بيتر كيل، زوج ميكايلا الملياردير الذي ينتمي إلى عائلة ثرية وهو الرئيس التنفيذي لشركة كيل للأوراق المالية.
- جوليان مور في دور ميكايلا "كيكي" كيل، زوجة بيتر ورئيسة سيمون التي كانت محامية سابقاً.
- بريتني أولدفورد في دور ميسي، مدبرة منزل عائلة كيلز الموسمية.
- جوش سيغارا في دور ريموند، صديق ديفن السابق ورئيسها الحالي الذي تنام معه أحيانًا.
- تريفور سالتر في دور غوردن/مورغان، كابتن يخت إيثان وحبيب ديفن.
- لورين ويدمان في دور باتريس، الشيف الشخصي لعائلة كيلز.
- إميلي بوروميو في دور أستريد، إحدى صديقات ميكايلا.
- جين ليون في دور كلوي، صديقة أخرى لميكايلا.
- إيرين نيوفر في دور ليزا، صديقة أخرى لميكايلا.

## الإنتاج
في شباط/فبراير 2024، طلبت نتفليكس إنتاج مسلسل «صفير الرغبة»، وتعاقدت مع مولي سميث ميتزلر ككاتبة ومنتجة تنفيذية. أما داني غورين وتوم أكيرلي ومارغوت روبي فهم منتجون تنفيذيون تحت مظلة شركة لاكيجاب.
في تموز/يوليو 2024، أفادت مجلة فارايتي أن جوليان مور وميغان فاهي وميلي آلكوك سيشاركن في بطولة المسلسل. أُعلن عن نيكول كاسيل لإخراج الحلقتين الأوليين والعمل كمنتجة تنفيذية. أُعلن عن انظمام أحد عشر ممثل في نفس الشهر، بما في ذلك كيفين بيكن وغلين هويرتون في الأدوار الرئيسية.
اعتبارًا من 9 تموز/يوليو 2024، كان الإنتاج جاريًا في نيويورك.

## الاستقبال
على موقع تجميع المراجعات روتن توميتوز حصل المسلسل على نسبة موافقة بلغت 76% بناءً على 54 مراجعة نقدية. وجاء إجماع النقاد على الموقع كالتالي: «يُقدم أداءً مجربًا وحقيقيًا بفضل الأداء الرائع لجوليان مور وميغان فاهي وميلي ألكوك». أما موقع ميتاكريتيك، الذي يستخدم متوسطًا مرجحًا، فقد منح المسلسل 66 من 100 بناءً على 30 مراجعة نقدية، مما يشير إلى مراجعات «إيجابية بشكل عام».
منح بن ترافرز من موقع إندي واير المسلسل تقييم A- وقال: «قدم الثلاثي المتميز من النجوم أداءً رائعًا، بقيادة مور الذي وجدت الإيقاع المناسب لشخصية ميكايلا - مقنعة وغامضة، يسهل تصنيفها لكن يصعب تحديدها بدقة». وفي مراجعة للمسلسل لصحيفة الغارديان، أعطت لوسي مانغان تقييم 5/5 ووصفته بأنه دراسة مسلية بلا حدود حول الطبقة الاجتماعية والعائلة، وهي متعة بارعة مليئة بالنجوم تتدفق بسرعة عبر خمس حلقات مشوقة». وكتبت روكسانا حدادي من موقع فولتشر: «تكمن جاذبية المسلسل في تصويره المعقد للأخوات المتخاصمات والمتصارعات، مع أداء ميغان فاهي وميلي ألكوك الشائك الذي يضفي على المسلسل لمسة جذابة ومميزة». وعلق جون أندرسون من صحيفة وول ستريت جورنال : «في مسلسل صفير الرغبة، يوفر المال ببساطة الوسيلة لتكون الوحش الذي أنت عليه».

## روابط خارجية
- صفير الرغبة على موقع IMDb (الإنجليزية)
- صفير الرغبة على موقع ميتاكريتيك (الإنجليزية)
- صفير الرغبة على موقع روتن توميتوز (الإنجليزية)
- صفير الرغبة على موقع نتفليكس (الإنجليزية)
- صفير الرغبة على موقع ألو سيني (الفرنسية)
- صفير الرغبة على موقع قاعدة بيانات الفيلم (الإنجليزية)